# 3C 48
3C 48 est la première source radio quasi-stellaire (quasar) du Third Cambridge Catalogue of Radio Sources (3C) pour laquelle une identification optique par interférométrie a été obtenue dans les années 1960 par Allan Sandage et Thomas Matthews. Cela en ferait le premier quasar découvert, bien que sa confirmation tardive fait qu'il se dispute ce rang avec 3C 273.

## Histoire
Au début des années 1960, Allan Sandage et Thomas Matthews identifient 3C 48. Avec Jesse Greenstein, Matthews obtient pour l'objet un décalage vers le rouge de 0,367, ce qui en fait l'un des décalages les plus élevés de l'époque.
Ce n'est cependant pas avant 1982 que la nature de 3C 48 est confirmée par l'observation des « nébulosités » l'entourant.